# Harrison (Georgia)
Harrison város az USA Georgia államában, Washington megyében. Lakosainak száma 339 fő (2020. április 1.).

## Népesség
A település népességének változása:
| Lakosok száma | 575  | 509  | 489  | 339  |
|               | 1890 | 2000 | 2010 | 2020 |